# شامسة سوداء وبيضاء
شامسة سوداء وبيضاء (الاسم العلمي:Heliothis melanoleuca) هي نوع من الحشرات يتبع جنس الشامسة من فصيلة الليليات.